# 佳龍科技工程
佳龍科技工程股份有限公司（臺證所：9955）是一間位於台灣桃園市的廢電腦回收技術公司，成立於1996年9月。曾接受工業技術研究院能源與資源研究所輔導，業務內容是廢資訊品(3C)、電子廢料（IC、PCB印刷電路板及下腳料）的回收、清除和處理之業務。業務並且包括從廢資訊品及電子廢料之中精鍊出貴金屬（如金、銀、鈀等）及針對半導體工件做清洗及協助貴重金屬回收(金、銀及鉑)，佔營收70%以上。

## 產品
- 廢資訊品(3C)、電子廢料（IC、PCB印刷電路板及下腳料）回收、清除和處理。
- 半導體工件清洗及協助貴重金屬回收(金、銀及鉑)。

## 外部連結
- 佳龍科技工程股份有限公司 （页面存档备份，存于）
- 理財網 - 佳龍未來聚焦循環經濟，擬佈局海外 （页面存档备份，存于）(2018)
- The News Lens 世界地球日:循環經濟煉金術 （页面存档备份，存于）(2017)
- 國家地理頻道專題報導 - 偉大工程巡禮：數位金礦 （页面存档备份，存于）(2014)
- 中央通訊社 - 佳龍看好黃金貴金屬投資保值 重金20億打造黃金夢工廠 （页面存档备份，存于）(2010)
- 遠見雜誌 - 過去煉金，現在還要煉丹 （页面存档备份，存于） (2010)